# Euphorbia engleri
Euphorbia engleri är en törelväxtart som beskrevs av Ferdinand Albin Pax. Euphorbia engleri ingår i släktet törlar, och familjen törelväxter. Inga underarter finns listade i Catalogue of Life.